# City Hunter (telenovela)
City Hunter (hangul: 시티헌터; rr: Siti Heonteo) é uma telenovela sul-coreana exibida pela SBS em 2011, estrelado por Lee Min-ho, Park Min-young, Lee Joon-hyuk, Kim Sang-joong, Kim Sang-ho, Hwang Sun-hee, Goo Ha-ra, Chun Ho-jin e Lee Kwang-soo é baseado na série de mangá  de mesmo nome, escrito e ilustrado por Tsukasa Hojo.

## Enredo
Lee Yoon-sung (Lee Min-ho) que passou parte de sua vida estudando nos Estados Unidos, retorna a Coreia do Sul, a fim de cumprir o plano de vingança arquitetado por seu pai adotivo Lee Jin-pyo (Kim Sang-joong). Ele entra na Casa Azul como especialista em TI na equipe da Rede Nacional de Comunicação. O mesmo é advertido para não confiar em ninguém e nunca se apaixonar para o plano ser bem executado, entretando tudo muda quando Yoon-sung conhece Kim Na-na (Park Min-young) uma guarda costas a serviço da Casa Azul. Paralelamente a isso, a medida que Yoon-sung expõe a corrupção dos funcionários do governo, os cidadãos da Coreia sentem uma força de justiça invisível que permeia o "City Hunter".

## Elenco

### Elenco principal
- Lee Min-ho como Lee Yoon-sung/Poochai (Johnny/John Lee)
- Park Min-young como Kim Na-na (Nana Kim)
- Lee Joon-hyuk como Kim Young-joo (Jiro Kim)
- Kim Sang-joong como Lee Jin-pyo (Steve Lee)
- Kim Sang-ho como Bae Man-duk/Bae Shik-joong
- Hwang Sun-hee como Jin Sae-hee
- Goo Ha-ra como Choi Da-hye
- Chun Ho-jin como Choi Eung-chan

### Elenco estendido
- Park Sang-min as Park Mu-yeol
- Kim Mi-sook as Lee Kyung-hee
- Lee Seung-hyung as Song Young-duk
- Yang Jin-sung as Shin Eun-ah
- Lee Kwang-soo as Ko Ki-joon
- Jeong Joon as Kim Sang-gook
- Lee Hyo-jung as Lee Kyung-wan
- Choi Jung-woo as Chun Jae-man
- Choi Il-hwa as Kim Jong-shik
- Choi Sang-hoon as Seo Yong-hak
- Min Young-won como Min Hee (camafeu)
- Yoon Ye-hee como Sra. Yong (Primeira dama) (camafeu)
- Kim Byung-choon como Jang Woo-hyun
- Shin Young-jin como Kim Mi-ok
- Chae Sang-woo como Puchai (joven)

## Recepção
Os números azuis representam as audiências mais baixas e os números vermelhos representam as audiências mais elevadas.
| Episódio | Data de transmissão original | Audiência média | Audiência média              | Audiência média | Audiência média              |
| Episódio | Data de transmissão original | TNmS Ratings    | TNmS Ratings                 | AGB Nielsen     | AGB Nielsen                  |
| Episódio | Data de transmissão original | Em todo o país  | Região Metropolitana de Seul | Em todo o país  | Região Metropolitana de Seul |
| -------- | ---------------------------- | --------------- | ---------------------------- | --------------- | ---------------------------- |
| 1        | 25 de maio de 2011           | 9.5%            | 11.8%                        | 10.5%           | 11.0%                        |
| 2        | 26 de maio de 2011           | 10.0%           | 12.2%                        | 11.1%           | 12.2%                        |
| 3        | 1 de junho de 2011           | 11.9%           | 13.6%                        | 12.3%           | 13.0%                        |
| 4        | 2 de junho de 2011           | 12.6%           | 15.0%                        | 12.8%           | 13.3%                        |
| 5        | 8 de junho de 2011           | 13.0%           | 15.7%                        | 13.7%           | 14.9%                        |
| 6        | 9 de junho de 2011           | 13.2%           | 15.4%                        | 14.2%           | 14.8%                        |
| 7        | 15 de junho de 2011          | 13.6%           | 16.7%                        | 13.7%           | 14.0%                        |
| 8        | 16 de junho de 2011          | 12.7%           | 14.2%                        | 13.8%           | 13.8%                        |
| 9        | 22 de junho de 2011          | 13.8%           | 15.2%                        | 13.4%           | 13.4%                        |
| 10       | 23 de junho de 2011          | 14.4%           | 16.4%                        | 14.6%           | 15.4%                        |
| 11       | 29 de junho de 2011          | 17.4%           | 19.5%                        | 18.4%           | 19.4%                        |
| 12       | 30 de junho de 2011          | 18.3%           | 20.5%                        | 18.8%           | 19.1%                        |
| 13       | 6 de julho de 2011           | 18.5%           | 20.5%                        | 18.7%           | 19.8%                        |
| 14       | 7 de julho de 2011           | 18.3%           | 20.6%                        | 19.6%           | 19.8%                        |
| 15       | 13 de julho de 2011          | 17.4%           | 19.6%                        | 20.0%           | 20.5%                        |
| 16       | 14 de julho de 2011          | 17.5%           | 18.8%                        | 19.2%           | 19.8%                        |
| 17       | 20 de julho de 2011          | 17.9%           | 19.6%                        | 18.8%           | 19.7%                        |
| 18       | 21 de julho de 2011          | 18.6%           | 20.3%                        | 19.3%           | 19.3%                        |
| 19       | 27 de julho de 2011          | 17.2%           | 18.7%                        | 18.8%           | 19.0%                        |
| 20       | 28 de julho de 2011          | 19.1%           | 20.6%                        | 18.0%           | 20.0%                        |
| Média    | Média                        | 15.2%           | 17.2%                        | 16.0%           | 16.6%                        |

## Trilha sonora
City Hunter OST Part 1
1. "Sarang" (Love) - Yim Jae-beom
2. "Sarang - Instrumental" (Love)

City Hunter OST Part 2
1. "So Goodbye" - Jonghyun
2. "It's Alright" - Yang Hwa-jin

City Hunter OST Part 3
1. "Cupid" - Girl's Day
2. "Cupid (Versão acústica)" - Girl's Day
3. "Cupid" (Instrumental)
4. "Morning Garden"
5. "Dead or Alive"
6. "Sad Run"
7. "Middle Point Symphony"
8. "Nice Play"
9. "Red Water"

City Hunter OST Part 4
1. "Suddenly" - Kim Bo-kyung
2. "Lonely Day" - J Symphony
3. "City Hunter" (Instrumental)
4. "Aria of the City" (Instrumental)
5. "Nana's Theme" (Instrumental)
6. "Glory of the City" (Instrumental)
7. "Mama's Crying" (Instrumental)

City Hunter OST Part 5
1. "I Only Look For You" - Park Gyuri
2. "I Only Look For You" (Instrumental)

City Hunter OST Part 6
1. "You and I" - Rainbow
2. "You and I" (Instrumental)

City Hunter OST Part 7
1. "Can't Stop" - Son Han-byeol
2. "I Love You, I Want You, I Need You" - Apple Mango
3. "I Love You, I Want You, I Need You (Versão acústica doce)" - Goo Hara
4. "I Love You, I Want You, I Need You" (Instrumental)

## Prêmios e indicações
| Ano  | Prêmio                           | Categoria                                          | Beneficiário                | Resultado |
| ---- | -------------------------------- | -------------------------------------------------- | --------------------------- | --------- |
| 2011 | Korea Drama Festival Awards      | Melhor ator                                        | Lee Min-ho                  | Venceu    |
| 2011 | Korea Drama Festival Awards      | Melhor atriz                                       | Park Min-young              | Indicado  |
| 2011 | Korea Drama Festival Awards      | Melhor ator coadjuvante                            | Kim Sang-ho                 | Indicado  |
| 2011 | Korea Drama Festival Awards      | Prêmio estrela de Hallyu                           | Lee Min-ho                  | Venceu    |
| 2011 | Mnet 20's Choice Awards          | Melhor estrela o drama masculino                   | Lee Min-ho                  | Indicado  |
| 2011 | Korean Updates Awards            | Drama do ano                                       | City Hunter                 | Venceu    |
| 2011 | Korean Updates Awards            | Ator do ano                                        | Lee Min-ho                  | Venceu    |
| 2011 | Korean Updates Awards            | Atriz do ano                                       | Park Min-young              | Indicado  |
| 2011 | Korean Updates Awards            | Trilha sonora do ano                               | So Goodbye - Kim Jonghyun   | Indicado  |
| 2011 | Korean Updates Awards            | Prêmio de melhor casal                             | Lee Min-ho e Park Min-young | Indicado  |
| 2011 | SBS Drama Awards                 | Prêmio de Excelência Top, Actor in a Drama Special | Lee Min-ho                  | Venceu    |
| 2011 | SBS Drama Awards                 | Prêmio de Excelência, Ator em especial o drama     | Lee Joon-hyuk               | Indicado  |
| 2011 | SBS Drama Awards                 | Prêmio de Excelência, Atriz em especial o drama    | Park Min-young              | Indicado  |
| 2011 | SBS Drama Awards                 | Prêmio especial de ator, Ator em especial o drama  | Kim Sang-joong              | Indicado  |
| 2011 | SBS Drama Awards                 | Prêmio especial de ator, Ator em especial o drama  | Chun Ho-jin                 | Indicado  |
| 2011 | SBS Drama Awards                 | Top 10 estrelas                                    | Lee Min-ho                  | Venceu    |
| 2011 | SBS Drama Awards                 | Nova concessão da estrela                          | Goo Ha-ra                   | Venceu    |
| 2011 | SBS Drama Awards                 | Prêmio de Popularidade                             | Lee Min-ho                  | Venceu    |
| 2011 | SBS Drama Awards                 | Prêmio de Popularidade                             | Park Min-young              | Indicado  |
| 2011 | SBS Drama Awards                 | Prêmio de melhor casal                             | Lee Min-ho e Park Min-young | Indicado  |
| 2012 | Baeksang Arts Awards             | Prêmio de Popularidade, Ator (TV)                  | Lee Min-ho                  | Indicado  |
| 2012 | Baeksang Arts Awards             | Prêmio de Popularidade, Atriz (TV)                 | Park Min-young              | Indicado  |
| 2012 | Baeksang Arts Awards             | Prêmio de Popularidade, Atriz (TV)                 | Goo Hara                    | Indicado  |
| 2012 | Seoul International Drama Awards | Excelente ator coreano                             | Lee Min-ho                  | Indicado  |
| 2012 | Seoul International Drama Awards | Prêmio de Popularidade                             | Lee Min-ho                  | Indicado  |

## Exibição
| País          | Canal                        | Ano         |
| ------------- | ---------------------------- | ----------- |
| Coreia do Sul | SBS                          | 2011        |
| Hong Kong     | iCABLE Entertainment Channel | 2011        |
| Hong Kong     | CABLE No. 1 Channel          | 2012        |
| Hong Kong     | TVB                          | 2012 / 2014 |
| Japão         | KNTV                         | 2011        |
| Japão         | Fuji TV                      | 2012        |
| Japão         | BS Japan                     | 2012        |
| China         | Xing Kong                    | 2011        |
| Taiwan        | ETTV                         | 2011-2012   |
| Taiwan        | ELTA TV                      | 2012        |
| Singapura     | MediaCorp Channel U          | 2012        |
| Filipinas     | ABS-CBN                      | 2012        |
| Tailândia     | BBTV Channel 7               |             |
| Malásia       | 8TV                          | 2013        |